# Pilemia halperini
Pilemia halperini är en skalbaggsart som först beskrevs av Holzschuh 1999.  Pilemia halperini ingår i släktet Pilemia och familjen långhorningar.
Artens utbredningsområde är Israel. Inga underarter finns listade i Catalogue of Life.